# María Cruz Mina Apat
María Cruz Mina Apat (Pamplona, Navarra, 1939) es una catedrática en Ciencias Políticas española, profesora en la Universidad del País Vasco e investigadora, especialmente de la Historia de Navarra, sus fueros y el carlismo.

## Trayectoria profesional
Licenciada y doctora en Ciencias Políticas por la Universidad complutense y catedrática de Historia del Pensamiento Político de la Universidad del País Vasco. De 1974 a 1978 fue profesora de Derecho Político en la facultad de Derecho de la Universidad de Deusto. Después se trasladó a la facultad de Ciencias Sociales y de la Información de la Universidad del País Vasco/Euskal Herriko Unibertsitatea, en Lejona (Vizcaya). Allí permaneció hasta su jubilación en el año 2007 impartiendo clase de Historia de las ideas políticas e Historia del pensamiento político español. 
Fue vicedecana de la facultad de Ciencias de la Información del año 1982 a 1984, directora del Departamento de Derecho Público y Ciencia Política entre 1983 y 1985 y desde 1995 es asesora cultural de la Fundación Max Aub (Segorbe).
Además de la docencia, Cruz Mina dedicó más de 30 años a la investigación, sobre todo, de la historia de Navarra, sus fueros y el carlismo. Colaboró en numerosas obras colectivas como en La escisión carlista de 1919 y la unión de las derechas, en La crisis de la Restauración, España, entre la primera Guerra Mundial y la Segunda República (coord. por José Luis García Delgado) en 1986 o con Navarra en El mundo hispánico: Civilización e imperio, Europa y América, pasado y presente de  J. H. Elliot. También abordó en numerosos artículos el tema de la ideología política vasca y el nacionalismo.

## Publicaciones
- Fueros y Revolución liberal en Navarra (1981).[7]
- Crisis del Antiguo Régimen en Navarra, Ed. Universidad Complutense (Tesis ciclostilada), 1983
- Navarro Villoslada: "Amaya" o los vascos salvan a España", Historia contemporánea, 1988.
- Ideología, Fueros y Modernización: La metamorfosis del Fuerismo. II: siglos XIX y XX, Historia contemporánea, 1990.[8]
- Ciudadanía en J. M. Osés (ed.)
- 10 palabras claves sobre nacionalismo, Pamplona, EVD, 2001
- Estatuto, Constitución y libertades cívicas. Ciudadanía y Libertad, Vitoria, 2005: “Pluralismo, diferencia y ciudadanía”.
- La inopinable opinión pública de los doctrinarios, Historia contemporánea, 27, 2003 (II).[9]